# Vouillé (Vienne)
Vouillé település Franciaországban, Vienne megyében. Lakosainak száma 3707 fő (2022. január 1.). Vouillé Béruges, Chiré-en-Montreuil, Cissé, Frozes, Quinçay, Villiers, Yversay és Boivre-la-Vallée községekkel határos.

## Népesség
A település népessége az elmúlt években az alábbi módon változott:
| Lakosok száma | 3669 | 3660 | 3744 | 3701 | 3689 | 3683 | 3677 | 3693 | 3707 |
|               | 2013 | 2015 | 2016 | 2017 | 2018 | 2019 | 2020 | 2021 | 2022 |